# Nouveau Bâtiment

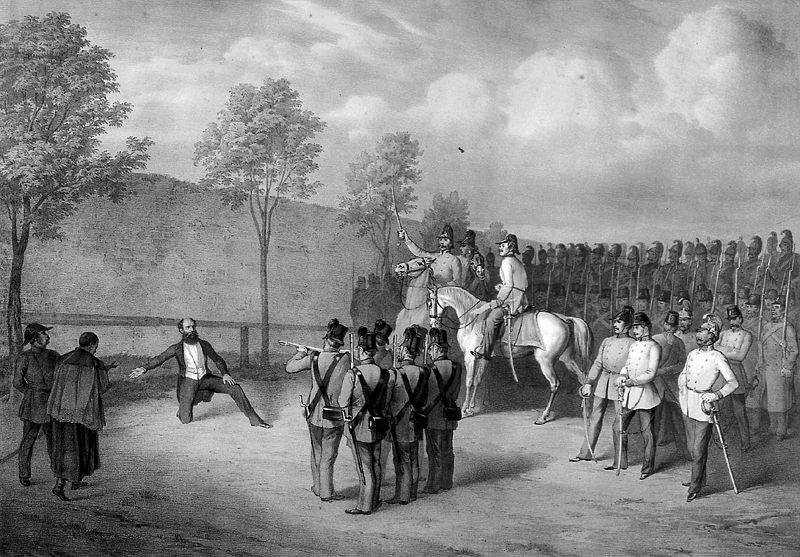
L'exécution de Lajos Batthyány dans la cour du Nouveau Bâtiment

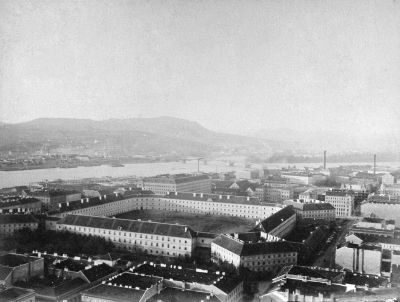
Le bâtiment vers 1880

Le Nouveau Bâtiment (en hongrois Újépület ; en allemand Neugebäude) était une place forte située à Pest, occupant une fonction pénitentiaire. Mis en chantier en 1786 et démantelé en 1897, il était surnommé la Bastille hongroise. On trouve sur son ancienne emprise au sol l'actuelle Szabadság tér.